# ウェストポート大学
ウェストポート大学（ウェストポートだいがく、Westport University）は、アメリカ・ユタ州にあると言われる非認定の大学。ディプロマミル。ニューポート大学（旧・ニューポート国際大学）の一部が分離されて1997年設立。
“International Association of Schools, Colleges, and Universities（国際学校大学協会？）から認定を受けている”と称するが、この機関の所在地は大学のベルギー事務所と同一。